# Aljaksandr Kutjynski

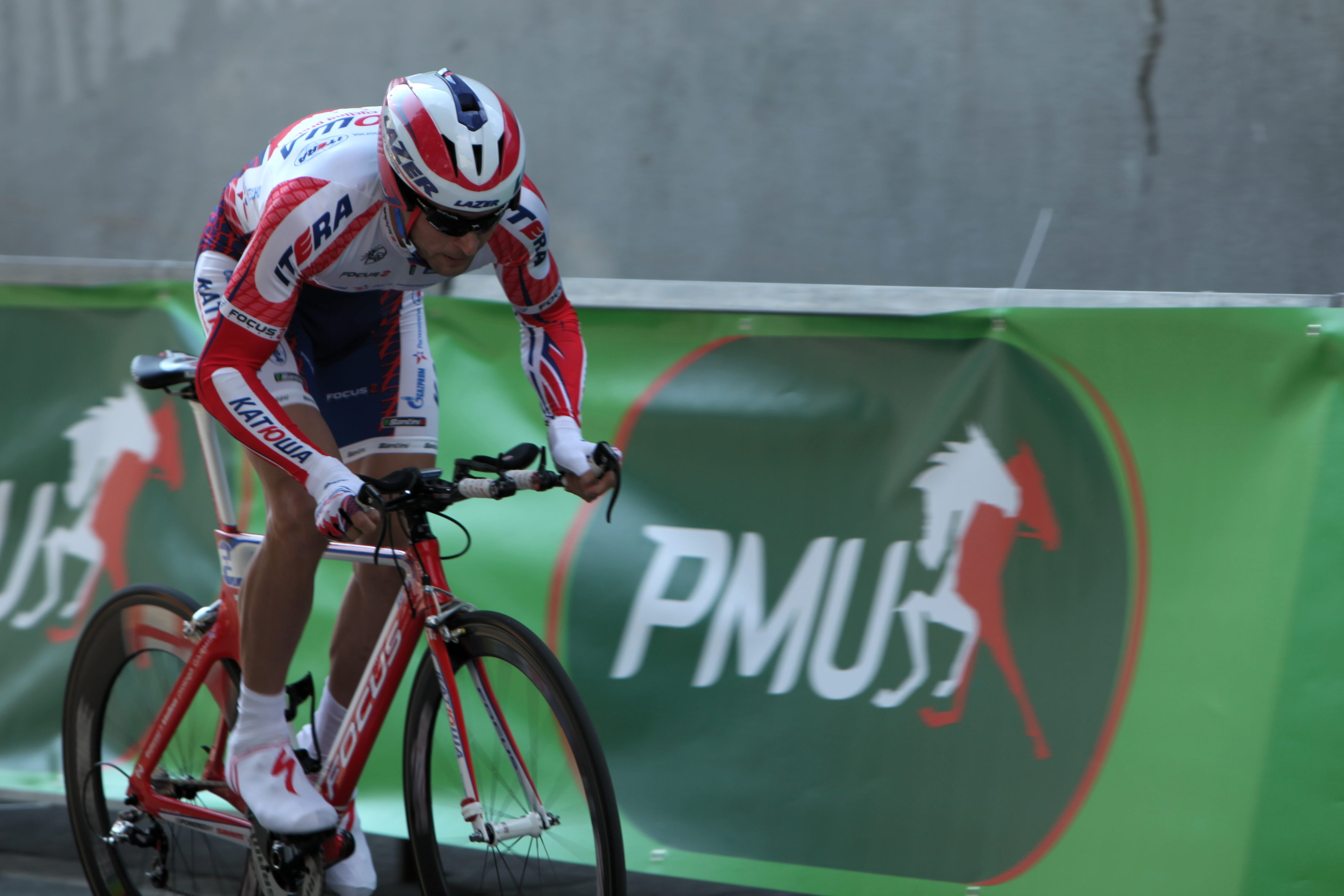
Aljaksandr Kutjynski under 2011 års Romandiet runt.

Aljaksandr Anatolevitj Kutjynski belarusiska: Аляксандр Анатолевіч Кучынскі), född 27 oktober 1979 i Vorsja, Vitryska SSR, Sovjetunionen, är en professionell tävlingscyklist från Belarus.

## Karriär
Aljaksandr Kutjynski blev professionell 2004 med det polska stallet Amore & Vita-Beretta. Två år senare lämnade han stallet och gick vidare till det italienska stallet Ceramica Flaminia. Inför säsongen 2007 blev han kontrakterad av UCI ProTour-stallet Team Liquigas.
Kutjynski vann de vitryska nationsmästerskapens linjelopp 2005, 2010 och 2011. 2005 vann han även Boucles de la Mayenne.
Under säsongen 2007 vann Kutjynski Five rings of Moscow framför de ryska cyklisterna Sergej Firsanov och Aleksandr Mironov. Han vann också tre etapper under tävlingen.
I april 2009 slutade vitryssen tvåa på Gent-Wevelgem bakom norrmannen Edvald Boasson Hagen. Han slutade även tvåa på de vitryska nationsmästerskapens linjelopp.
Kutjynski slutade på fjärde plats på etapp 3 av Giro della Provincia Di Reggio Calabria 2010 bakom Giuseppe Muraglia, Alessandro Petacchi och Daniele Pietropolli. När tävlingen avslutades låg han på femte plats i slutställningen.

## Meriter
1999
2:a, etapp 4 Tour d'Egypte
3:a, etapp 8, Tour d'Egypte
2001
3:a,  Nationsmästerskapens linjelopp
2002
3:a,  Nationsmästerskapens linjelopp
2003
1:a, GP San Giuseppe
2004
1:a, Giro d'Abruzzo
1:a, etapp 1, Slovenien runt
1:a, Châteauroux-Classic de l'Indre
2:a, etapp 3, Giro d'Abruzzo
2:a, Slovenien runt
2005
1:a, Boucles de la Mayenne
1:a,  Nationsmästerskapens linjelopp
2:a, etapp 5, Settimana Ciclistica Internazionale Coppi-Bartali
2:a, etapp 2, Boucles de la Mayenne
2006
1:a, Memorial Oleg Dyachenko, U23
2:a,  Nationsmästerskapens linjelopp
2:a,  Nationsmästerskapens tempolopp
2:a, Settimana Ciclistica Internazionale Coppi-Bartali
2:a, etapp 2, Settimana Ciclistica Internazionale Coppi-Bartali
2:a, etapp 3, Giro del Trentino
2:a, etapp 4, Five rings of Moscow
3:a, GP Lugano
3:a, Five rings of Moscow
2007
1:a, Five rings of Moscow
1:a, etapp 1a, Five rings of Moscow
1:a, etapp 2, Five rings of Moscow
1:a, etapp 4, Five rings of Moscow
2:a,  Nationsmästerskapens linjelopp
2008
2:a,  Nationsmästerskapens linjelopp
3:a, etapp 5, Tour Méditerranéen
3:a,  Nationsmästerskapens tempolopp
2009
2:a, Gent-Wevelgem
2:a,  Nationsmästerskapens linjelopp
2010
1:a,  Nationsmästerskapens linjelopp
2011
1:a,  Nationsmästerskapens linjelopp

## Stall
- Amore & Vita-Beretta 2004–2005
- Ceramica Flaminia 2006
- Team Liquigas 2007–2010
- Team Katusha 2011–